# Centaurea ognjanoffii
Centaurea ognjanoffii là một loài thực vật có hoa trong họ Cúc. Loài này được Urum. mô tả khoa học đầu tiên năm 1911.